# اچ‌ام‌اس والکیری (۱۹۱۷)
اچ‌ام‌اس والکیری (۱۹۱۷) (به انگلیسی: HMS Valkyrie (1917)) یک کشتی بود که طول آن ۳۰۰ فوت (۹۱ متر) بود. این کشتی در سال ۱۹۱۷ ساخته شد.